# Johann Ehrenfried Pohl
Johann Ehrenfried Pohl (* 12. September 1746 in Leipzig; † 25. Oktober 1800 in Dresden) war ein deutscher Botaniker und Pathologe.

## Leben
Pohl besuchte die Thomasschule zu Leipzig. Er studierte von 1763 bis 1769 Medizin an der Universität Leipzig. 1772 promovierte er zum Dr. med. 1773 wurde er außerordentlicher Professor für Botanik, 1789 ordentlicher Professor für Pathologie und 1796 für Therapie in Leipzig. Er war Mitglied der Leipziger Ökonomischen Gesellschaft und seit 1774 der Römisch-Kaiserlichen Akademie der Naturforscher (Leopoldina).
Sein Vater ist Johann Christoph Pohl.

## Werke
- Plantarum Brasiliae icones descriptiones hactenus ineditae. Wien 1826–1827.